# Magura Spiska

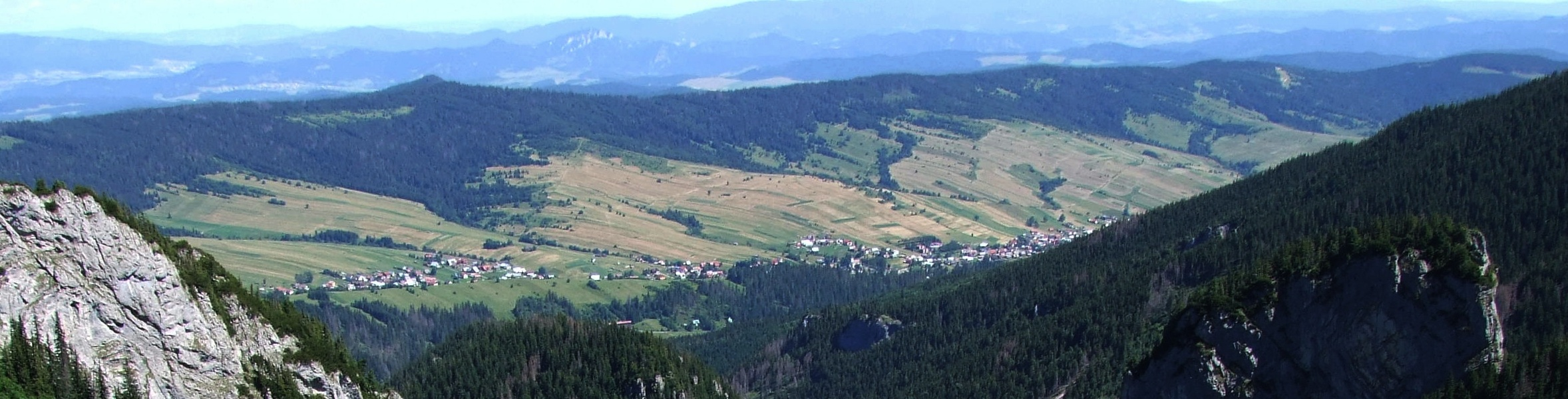
Dolina Zdziarska i główny grzbiet Magury Spiskiej

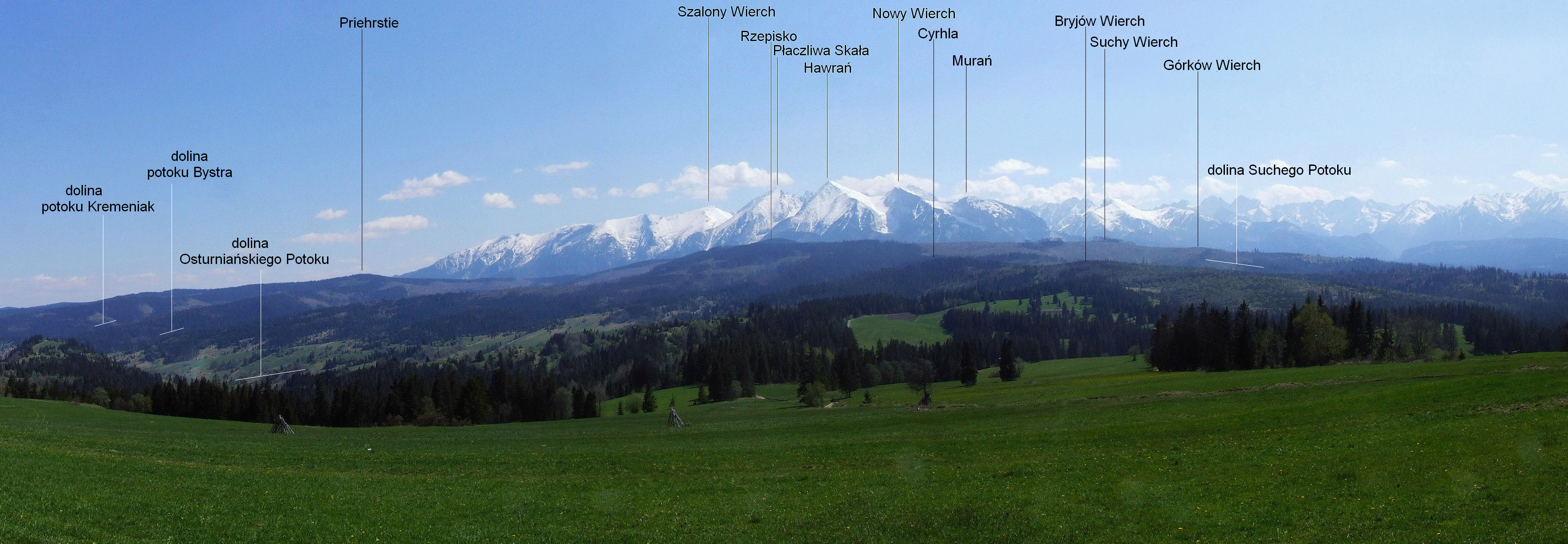
Zachodnia część Magury Spiskiej. Widok z Łapszanki

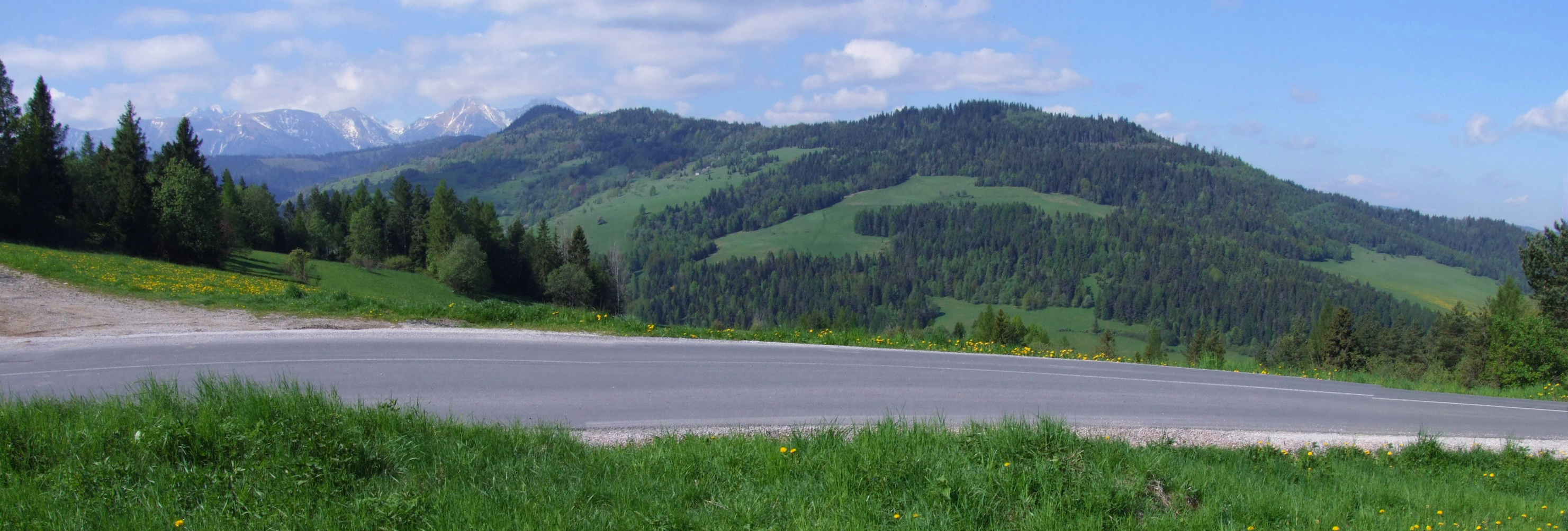
Widok z Przełęczy Hanuszowskiej

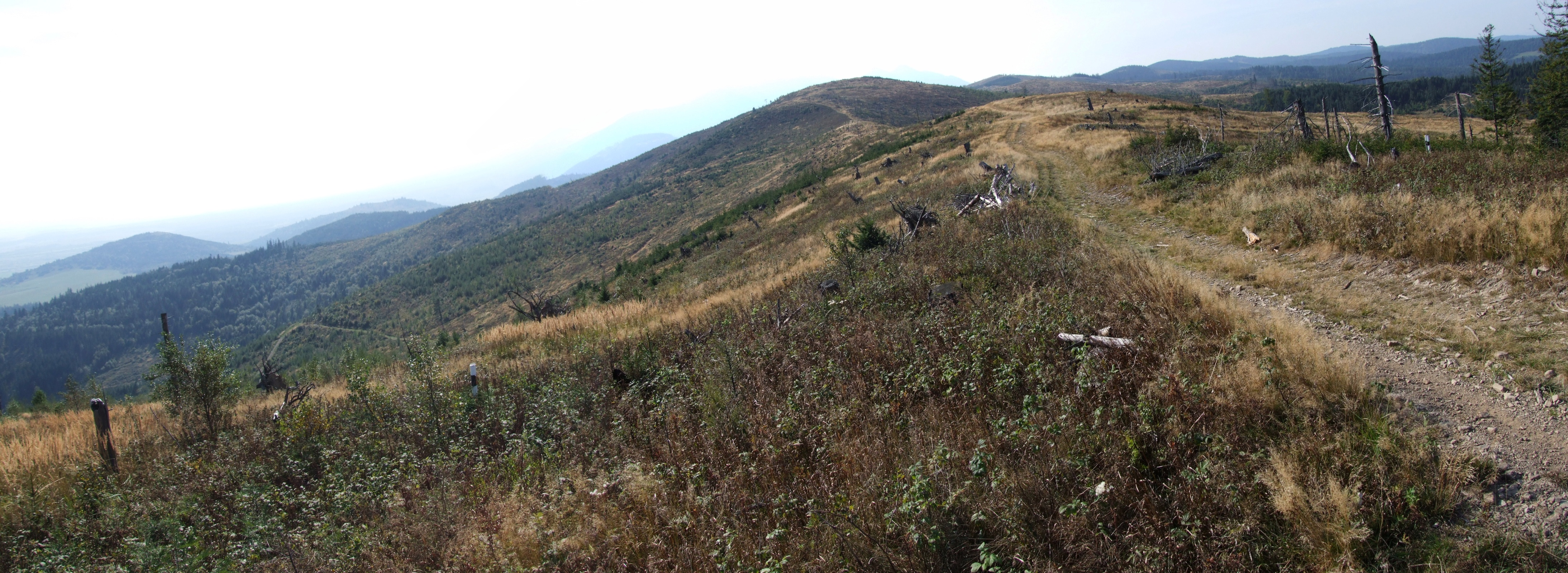
Grzbiet Magury Spiskiej po huraganie w 2004 r

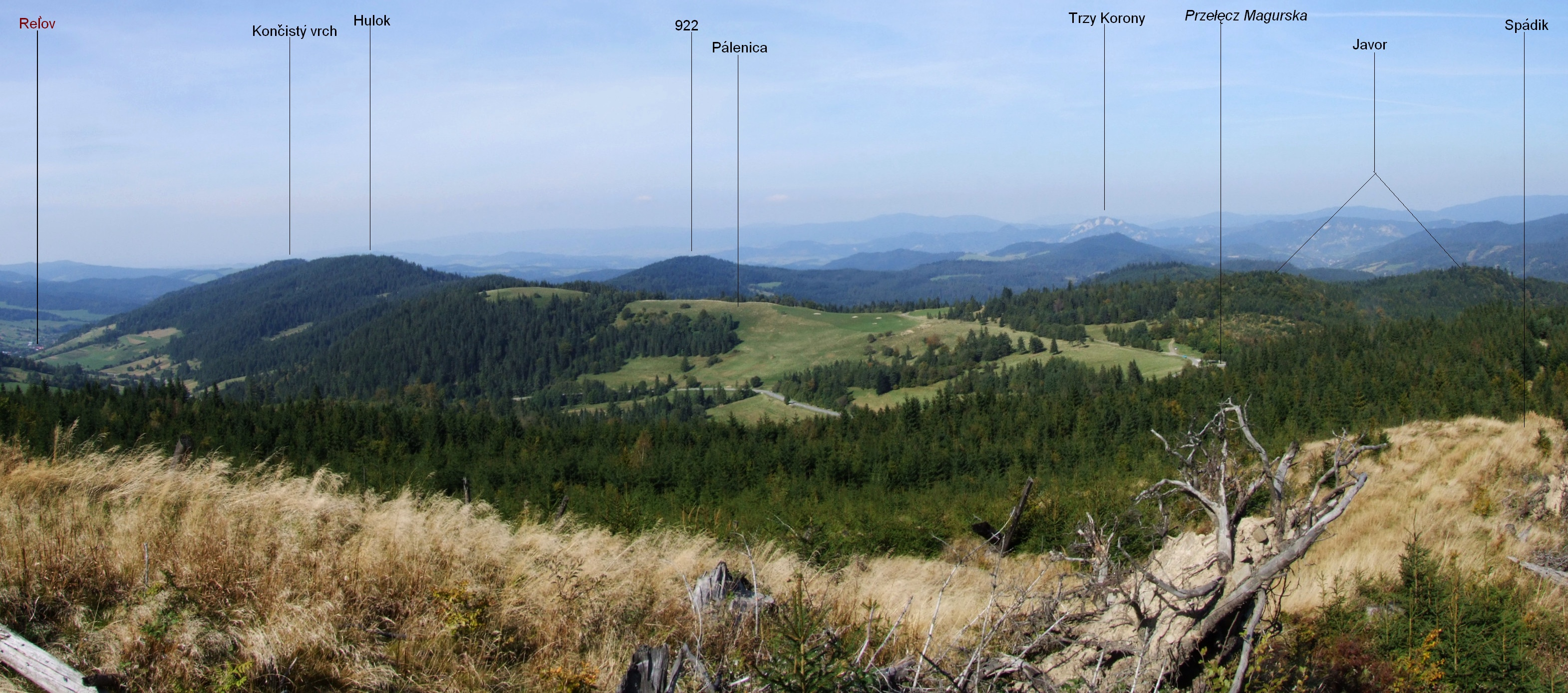
Okolice Przełęczy Magurskiej i dolina Rieki

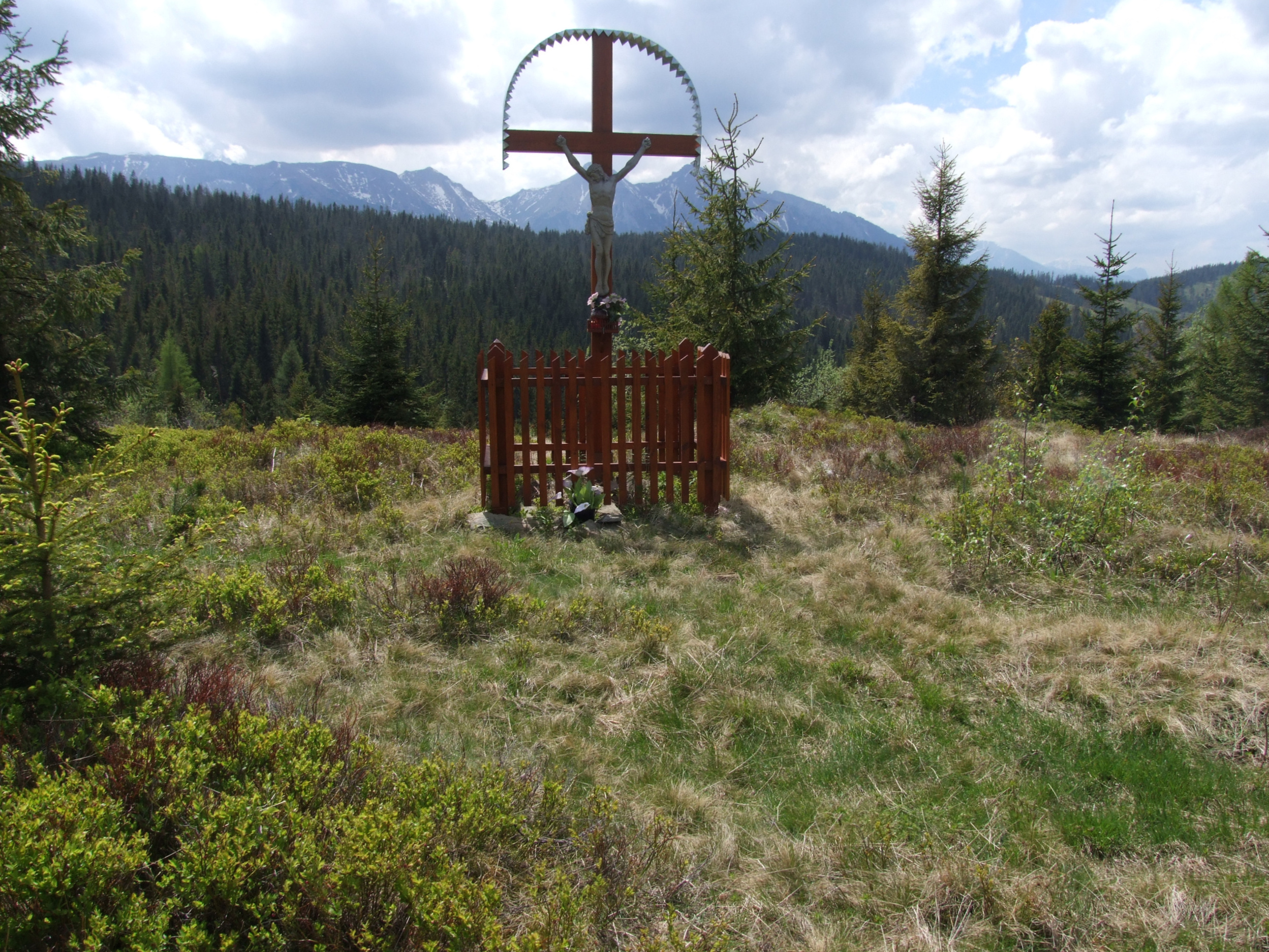
Mała Polana nad Frankówką

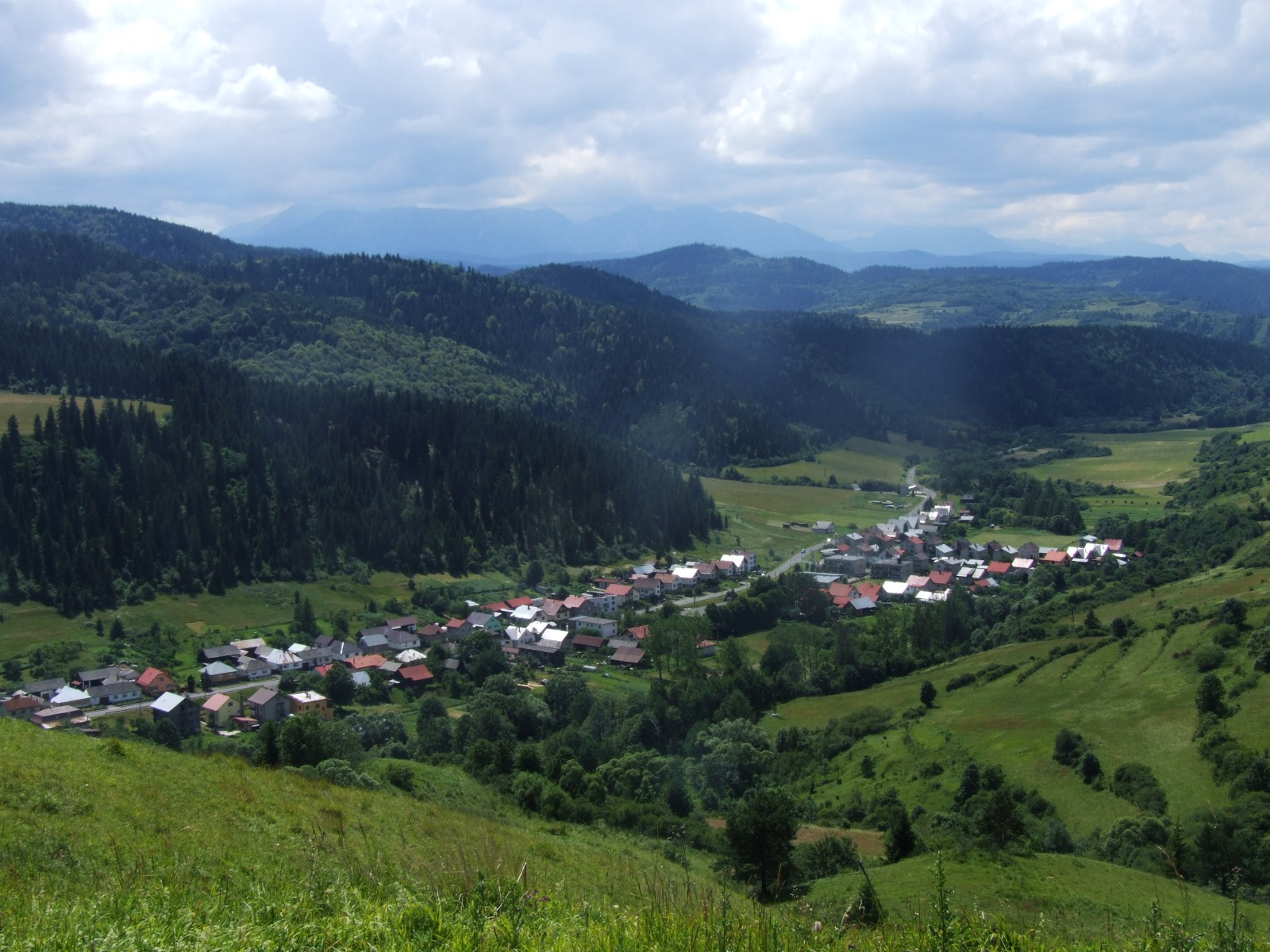
Wielki Lipnik i wschodnia część Magury Spiskiej

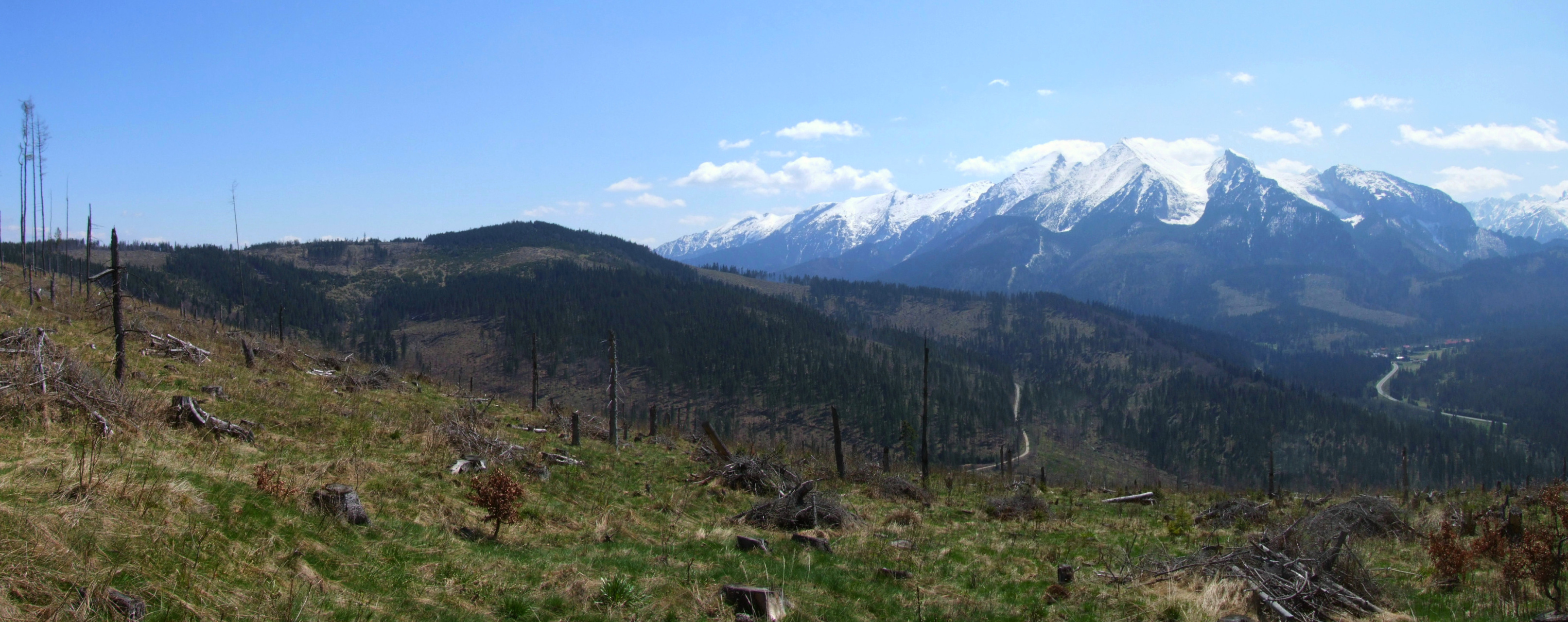
Rzepisko po wiatrołomach i Tatry Bielskie

Magura Spiska (słow. Spišská Magura, niem. Zipser Magura, węg. Szepesi Magura) – pasmo górskie wchodzące w skład Pogórza Spiskiego i będące główną jego częścią. Jest to jeden tylko grzbiet, który rozciąga się na długości ponad 30 km od doliny Jaworowego Potoku na zachodzie po dolinę Popradu na wschodzie. Od Tatr oddziela go Rów Podspadzki, Zdziarska Przełęcz i Rów Zdziarski. Najwyższym szczytem jest Rzepisko (1259 m). W części zachodniej od doliny Białki po dolinę Rieki (w Starej Wsi Spiskiej) sąsiaduje z Zamagurzem znajdującym się po północnej stronie Magury Spiskiej. Od Pienin oddziela go dolina Dunajca, Lipnika, Stráňanské sedlo i dolina Kamienki.

## Przebieg pasma
Wyróżnia się w nim dwie części:
- część zachodnia – od doliny Jaworowego Potoku po Przełęcz Magurską. Rozpoczyna się na zachodzie nad Jurgowem wzniesieniem Górków Wierch (1046 m) i biegnie w południowo-wschodnim kierunku poprzez Suchy Wierch (1126 m), Rzepisko (1252 m) i Przysłop (1214 m). Na tym odcinku grzbiet Magury Spiskiej jest równocześnie granicą Tatrzańskiego Parku Narodowego, Słowacy bowiem południowo-zachodnią część Magury Spiskiej włączyli w obszar tego parku[3]. Od Przysłopu kręty grzbiet pasma biegnie ogólnie we wschodnim kierunku przez wierzchołki Priehrštie (1209 m), Magurka (1193 m), Slodičovský vrch (1167 m), Smreczyny (1157 m) i Spádik (1088 m) do Przełęczy Magurskiej (949 m)[4].
- część wschodnia – od Przełęczy Magurskiej po dolinę Popradu. Z Przełęczy Magurskiej grzbiet biegnie dalej w kierunku północno-wschodnim, obniżając się poprzez Jawor (ok. 970 m) do Przełęczy Toporzeckiej (802 m). Od przełęczy grzbiet znów wznosi się poprzez Kamieniarkę (935 m), Riniavę (1005 m) i Plontanę (1040 m) na Wietrzny Wierch (1111 m)[4]. Na nim pasmo rozgałęzia się na kilka krótkich grzbietów opadających do miejscowości Wyżne Rużbachy, do Kamionki i do Przełęczy Stráňanské sedlo[5].

Geografowie słowaccy często nazywają część zachodnią Rzepiskiem, a wschodnią Wietrznym Wierchem (tak, jak najwyższe ich szczyty). Do Magury Spiskiej włączają też Zamagurze.

## Opis pasma
Pasmo Magury Spiskiej zbudowane jest z warstw fliszu karpackiego. Znajduje się niemal w całości na Słowacji. Na terenie Polski znajdują się jedynie opadające do Jurgowa północno-zachodnie stoki Górkowego Wierchu, Bryjowego Wierchu i Suchego Wierchu.
Magura Spiska jest niemal w całości zalesiona, ale liczne polany i wiatrołomy powodują, że prowadzące przez nią szlaki turystyczne są widokowe. Jej długi i stosunkowo płaski grzbiet tworzy boczne ramiona, szczególnie na północną stronę. Grzbiet przecinają dwie szosy: jedna przez Przełęcz Magurską z Białej Spiskiej do Starej Wsi Spiskiej, druga przez Przełęcz Toporzecką z Haligowiec do Toporca. Osobliwością jest występowanie na północnych stokach dwóch jezior pochodzenia osuwiskowego: Jest to Osturniańskie Jezioro (Osturnianské jazero) i Jezierskie Jezioro (Jezerské jazero).

## Turystyka
Rejon jest mało popularny turystycznie i całymi dniami można tutaj nie spotkać żadnego turysty. Brak schronisk turystycznych. Dobrą bazą noclegową dysponuje tylko Zdziar i Tatrzańska Kotlina, położone w dolinie pomiędzy Magurą Spiską i Tatrami. Szlaki są słabo oznakowane. Stąd też są to regiony dla turystów doświadczonych i ceniących sobie spokój i ciszę podczas wędrówek.
Miejscowości Zdziar i Tatrzańska Kotlina zajmują się nie tylko obsługą letniego i zimowego ruchu turystycznego, ale są też znanymi bazami narciarstwa. U podnóży wschodnich Magury Spiskiej położone jest znane uzdrowisko i kąpielisko termalne Drużbaki Wyżne (Wyżne Rużbachy). Ukryte wśród gór, w dolinie między Magurą Spiską a Zamagurzem znajdują się zamieszkałe przez Łemków słowackie miejscowości Osturnia, Wielka Frankowa i Frankówka, w których zachował się żywy do dzisiaj folkor.
Szlaki turystyczne
   głównym grzbietem biegnie szlak turystyki pieszej i rowerowej z Średnicy w Zdziarze do miejscowości Drużbaki Wyżne:
- część zachodnia: Średnica – Magurka – Bukovina – Smreczyny – Przełęcz Magurska. 6.15 h
- część wschodnia: Przełęcz Magurska – Przełęcz Toporzecka – Kamieniarka – Riňava – Plontana – Sovia poľana – Drużbaki Wyżne. 4.30 h[7]

   Dolina Bachledzka – Mała Polana – Frankówka. 1.55 h, ↓ 1.40 h

   Zdziar – Slodičovský vrch – Małą Polanę – rozdroże pod Bukowiną – Jeziersko. 2.20 h, ↓ 2.40 h

  Osturnia – Osturniańskie Jezioro – rozdroże pod Magurką. 2 h, ↓ 1.35 h

   Drużbaki Wyżne – Wietrzny Wierch – Wielki Lipnik

   Drużbaki Wyżne – Horbáľová – Przełęcz Korbalowa